# كيرة كلاة بادي (مازو)
کیرة کلاة بادي (بالفارسية: کیره‌کلاه بادی) هي قرية تقع في قسم مازو الريفي، بمقاطعة أنديمشك التابعة لمحافظة خوزستان، إيران.